# Governatorato di Arcangelo
La Gubernija di Arcangelo, in russo Архангельская губерния? era una gubernija dell'Impero russo, che occupava l'attuale territorio dell'Oblast' di Arcangelo. Istituita nel 1784, esistette fino al 1929. Il capoluogo era Arcangelo.